# ليونارد باري
ليونارد باري (بالإنجليزية: Leonard Barry)‏ (27 أكتوبر 1901 بنوتنغهام في المملكة المتحدة - 17 أبريل 1970) هو لاعب كرة قدم بريطاني (وحمل سابقاً جنسية المملكة المتحدة لبريطانيا العظمى وأيرلندا) في مركز الهجوم. شارك مع منتخب إنجلترا لكرة القدم. أما مع النوادي، فقد لعب مع ليستر سيتي ونوتس كاونتي ونوتينغهام فورست.

## وصلات خارجية
- ليونارد باري على موقع قاعدة بيانات كرة القدم.إي يو (الإنجليزية)
- ليونارد باري على موقع ناشيونال فوتبول تيمز (الإنجليزية)